# Knut Hansson
Knut "Buckla" Ruben Börje Hansson, född 9 maj 1911, död 10 februari 1990 i Landskrona, var en svensk fotbollsspelare (anfallare). Han spelade för Landskrona BoIS och IS Halmia, och gjorde sju A-landskamper för Sverige (sex mål).
Knut Hansson är gravsatt i minneslunden på Landskrona kyrkogård.